# اویاکتا
اویاکتا (انگلیسی: Avyakta)، تقسیم ناپذیر، غیرقابل درک، عنصر ازلی، ناموس خلاقه که کلیهٔ پدیده‌های جهان مادی از آن به وجود آمده‌است.

## فلسفهٔ سانکهیا
مکتب و فلسفهٔ سانکهیا یکی از شش مکتب فکری هندی می‌باشد، معتقد است که اولین اصلی که کل عالم از آن تکوین یافته در حالت بنیادیش به عنوان اویاکتا (Avyakta) وجود دارد که به معنی وجه تجلی نایافتهٔ (مطلق) است، و به اولین تجلی آن ماهات (Mahat) – یعنی، عظیم، می‌گویند.

## هیولای اولی
اصل ناپیدا (Avyakta)، «اویکت a-vyakta»، «اَویاکتا، تجلی نیافته» اشاره به هیولای اولی (prakrti) در آئین سانکهیا است.
سانکهیا ریشه و بطن کائنات و اشیاء و درجات آفرینش را «پراکریتی» prakrti و «پرادانا» Pradhāna می‌دانند.
هر آن کس که به کمال برسد، به هدف مطلق (paramamgatim) که اصل ناپیدا (Avyakta) و فنا ناپذیر (aksara) عالم است راه می‌یابد.

## تزکیه نفس
یوگی ابتدا با نیوریتتی (تزکیهٔ نفس reminciation) تا رودا که وجود نطفهٔ هستی است تصفیه می‌شود. دوم، با پراتیشتا
(Pratishta) یعنی، (برقراری تزکیهٔ نفس) که اصل بالاتری است تصفیه می‌گردد، و به اویاکتا (Avyakta) می‌رسد.